# Розин закон
Розин закон (енгл. Rosa's law) је закон Сједињених Држава који је у законодавству заменио неколико случајева „менталне ретардације“ са „интелектуалним инвалидитетом“. Предлог закона је као S.2781 представила у Сенату Сједињених Држава 17. новембра 2009. Барбара Микулски. Сенат је једногласно усвојио закон 5. августа 2010, затим Представнички дом 22. септембра, а тадашњи председник САД Барак Обама га је потписао 5. октобра. Закон је назван по Рози Марчелино, девојчици са Дауновим синдромом која је имала девет година када је проглашен закон и која је, према председнику Бараку Обами, „радила са својим родитељима и браћом и сестрама да се речи 'ментално ретардирана' званично уклоне из здравственог и образовног кодекса у њеној матичној држави Мериленд.“ Њена породица се борила за уклањање увредљивих термина из званичне употребе, јер су сматрали да су изрази попут „ментална ретардација“ застарели и увредљиви. 
Речи као што су идиот и морон биле су уобичајене у судским документима и дијагнози током раних 1900-их. Шездесетих година прошлог века промене у закону довеле су до употребе термина као што је ментална ретардација. Специфични описи интелигенције засноване на ИК скору попут идиот (0-25), имбецил (26-50) и морон (51-75) напуштени су због јавног негативног расположења и критика. Према Розином закону, они би се описали као дубоки, тешки и умерени нивои интелектуалне неспособности.

## У Србији
Законом о заштити лица са менталним сметњама "ближе се уређују основна начела, организовање и спровођење заштите менталног здравља, начин и поступак, организација и услови лечења и смештај без пристанка лица са менталним сметњама у стационарне и друге здравствене установе." Чланови 4 и 5 из овог закона везани су за забрану дискриминације и заштиту достојанства.